# یو سایچانگ
یو سایچانگ (انگلیسی: Yu Saichang؛ ۱۹۲۳ – ۲۰۰۸) بازیکن بسکتبال اهل چین بود. وی در بازی‌های المپیک تابستانی ۱۹۴۸ شرکت کرده‌است.